# هاجز (آلاباما)
هاجز (به انگلیسی: Hodges) شهری در شهرستان فرانکلین ایالت آلاباما است که مساحت آن ۱۰٫۷۳ کیلومتر مربع است و در سرشماری سال ۲۰۱۰ میلادی، ۲۸۸ نفر جمعیت داشته و تراکم جمعیتی آن، ۲۶٫۸۴ نفر در هر کیلومتر مربع بوده است.